# 南部利昭
南部 利昭（なんぶ としあき、1935年〈昭和10年〉9月16日 - 2009年〈平成21年〉1月7日）は、南部家の第45代当主。第9代靖国神社宮司。血統上は後陽成天皇の男系子孫である。

## 経歴・人物
南部家第44代当主・南部利英の三男。母は南部利淳の長女・南部瑞子。1958年に学習院大学政経学部経済学科を卒業後（学習院幼稚園より常陸宮正仁親王と同級生）、電通に勤務していたが、1980年1月に長兄・利久、同年12月に父・利英が相次いで死去し、次兄が他家の養子になっていたことから、南部家第45代当主となる。翌1981年に電通を辞めたあとは、父が興した南部恒産の社長、江戸千家岩手不白会会長、岩手日英協会会長、岩手県ゴルフ連盟理事長などを務めた。また、日本会議代表委員を務めた。
2004年9月11日、湯澤貞の定年に伴い、後任の靖国神社宮司に就任（岩手県人としては初）。松平永芳以来の原則的立場を堅持し、松平が合祀に踏み切った「昭和殉難者」、特に「A級戦犯」の分祀や国立追悼施設建設に反対し、首相による参拝継続を強く求めていた。宮司として、小泉純一郎首相の2度の参拝（終戦の日含む）や李登輝前台湾総統の参拝を見届けた。2006年2月には極秘裏に訪台し、李前総統との間で参拝実現のために尽力している。
2009年1月7日正午前、執務中に倒れ、駿河台日本大学病院へ搬送されたが、同日午後2時9分に虚血性心不全で死去。享年75（満73歳）。
旧盛岡藩・南部家は戊辰戦争では旧幕府方に属したが、日露戦争で南部の大叔父にあたる南部利祥が功を遂げ、靖国神社に合祀されたことから、つながりを持つ。なお南部家は、代々神道で祭っている。
南部家の跡目は、甥（長兄・利久の息子）の利文が第46代として継承した。